# Roburent
Roburent (piemontesisch Arburent) ist eine Gemeinde in der italienischen Provinz Cuneo (CN), Region Piemont.

## Lage und Einwohner
Roburent liegt 45 km östlich von der Provinzhauptstadt Cuneo entfernt. Das Gemeindegebiet umfasst eine Fläche von 29 km² und hat 482 Einwohner (Stand 31. Dezember 2023). Zur Gemeinde zählen auch Weiler Pra di Roburent und San Giacomo di Roburent sowie die Ortschaft Cardini.
Die Nachbargemeinden sind Frabosa Soprana, Garessio, Montaldo di Mondovì, Ormea, Pamparato und Torre Mondovì.

## Geschichte

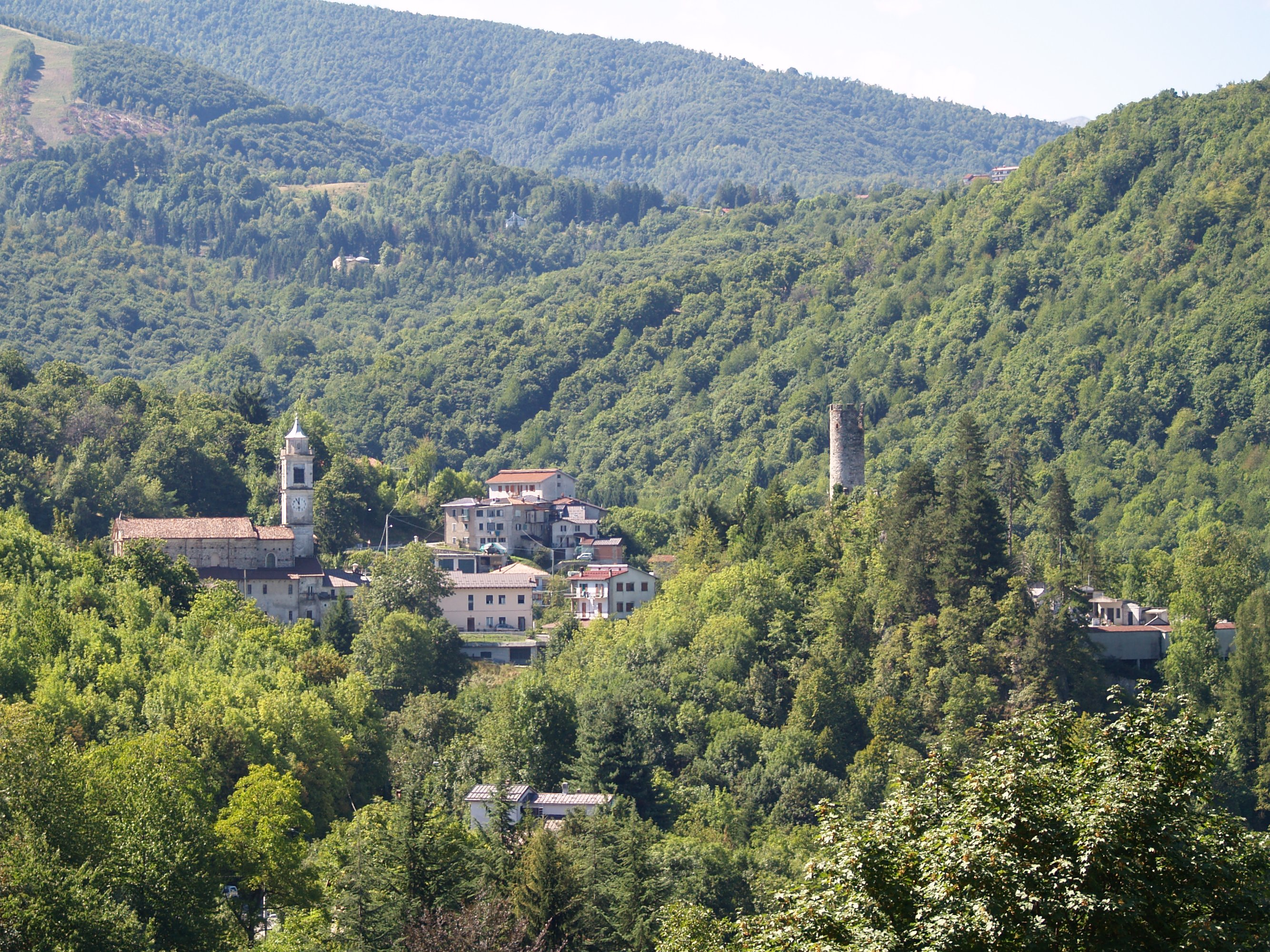
Roburent Panorama

Der Ortsname, der wahrscheinlich mittelalterlichen Ursprungs ist, erscheint in der Dokumentation von 1208 mit „Rivo brugenti“, gebildet aus dem lateinischen RUGIRE und dem germanischen „brammon“, woraus sich „brugere“ ableitet, was „rumpeln“ bedeutet, in Bezug auf den Bach, der durch sein Gebiet fließt. Es gibt nur wenige historische Informationen über die frühen Ereignisse des Dorfes und seine Ursprünge.
Die Entdeckung einer römischen Grabtafel in der Gegend lässt darauf schließen, dass der Ort seit der Antike bewohnt war. Die Burg hingegen, die ab 1153 dem Bischof von Asti gehörte, lässt sich dem Mittelalter zuordnen. Bald wurde es zusammen mit dem Lehen zwischen dieser und der freien Gemeinde Mondovì gestritten. Das Ergebnis war die Vereinigung des gesamten Gebiets zwischen den Tälern Casotto und Pesio in einer einzigen politisch-administrativen Realität, der der „Bezirke“ von Monteregale. Von diesem Moment an folgte es dem Schicksal von Mondovì, bis die gesamten „Bezirke“ 1396 die politische Macht des Hauses Savoyen anerkannten. In der Folgezeit kam es in der napoleonischen Ära zu zahlreichen Zusammenstößen mit französischen Truppen und während des Zweiten Weltkriegs erlitt es die Folgen der Schlacht von 1944, bei der das nahegelegene Valle Casotto zerstört wurde.
Aus historisch-architektonischer Sicht ist der mittelalterliche Turm, der mit einigen Ruinen die Reste der Burg darstellt, interessant. Die Pfarrkirche San Siro, die in ihrem Inneren wertvolle Fresken und Gemälde beherbergt und schließlich die Pfarrkirche San Giacomo mit einem unregelmäßigen achteckigen Grundriss sind weitere historische Bauten.
Von 1940 bis 1952 wurde die Gemeinde in Roburento umbenannt.
Beim Giro d’Italia 1977 war Roburent Ziel der 12. Etappe, am 2. Juni. Gestartet wurde in Santa Margherita Ligure und das Ziel lag im Weiler San Giacomo di Roburent. Sieger wurde, nach 160 km, der Italiener Wilmo Francioni.